# دهستان کزاز
دهستان کزاز یکی از دهستان‌های استان مرکزی است که در بخش مرکزی شهرستان شازند واقع شده‌است.
روستاهای تابع آن عبارتند از: اکبرآباد، البرز، جمال آباد، چشمه سار، حک سفلی، حک علیا، ده پول، رشان، سرسختی پائین، سورانه، علی‌آباد، غینر، قدمگاه، کزاز، ورقا